# Phidarian Mathis
Phidarian Mathis (Wisner, Luisiana, 26 de abril de 1998) es un jugador profesional estadounidense de fútbol americano, se desempeña en la posición de defensive tackle en Washington Commanders, en la National Football League (NFL).

## Carrera
Fue seleccionado en la Reunión Anual de Selección de Jugadores de la NFL de 2022. Hizo su debut profesional con el equipo Washington Commanders, lleva jugando dos temporadas.